# Дединовский сельский округ
Дединовский сельский округ — упразднённая административно-территориальная единица, существовавшая на территории Луховицкого района Московской области в 1994—2006 годах.
Дединовский сельсовет был образован в первые годы советской власти. До 1929 года он входил в состав Ловецкой волости Зарайского уезда Рязанской губернии.
В 1929 году Дединовский с/с был отнесён к Белоомутскому району Коломенского округа Московской области.
8 января 1931 года Белоомутский район был упразднён и Дединовский с/с вошёл в новый Горкинский район.
11 мая 1931 года Горкинский район был переименован в Луховицкий район.
1 февраля 1963 года Луховицкий район был упразднён и Дединовский с/с вошёл в Коломенский сельский район. 11 января 1965 года Дединовский с/с был возвращён в восстановленный Луховицкий район.
3 февраля 1994 года Дединовский с/с был преобразован в Дединовский сельский округ.
25 февраля 1998 года к Дединовскому с/о был присоединён Любический сельский округ. После этого Дединовский с/о стал включать сёла Дединово и Любичи, Посёлок отделения совхоза «Дединово» и деревню Лисьи Норы.
В ходе муниципальной реформы 2004—2005 годов Дединовский сельский округ прекратил своё существование как муниципальная единица. При этом его селения были переданы в Сельское поселение Дединовское.
29 ноября 2006 года Дединовский сельский округ исключён из учётных данных административно-территориальных и территориальных единиц Московской области.